# Châteauneuf-du-Faou
Châteauneuf-du-Faou (bretonisch Kastell-Nevez-ar-Faou) ist eine französische Gemeinde im Westen der Bretagne im Département Finistère mit 3646 Einwohnern (Stand 1. Januar 2022). Sie gehört zum Arrondissement Châteaulin und zum Kanton Briec.

## Lage

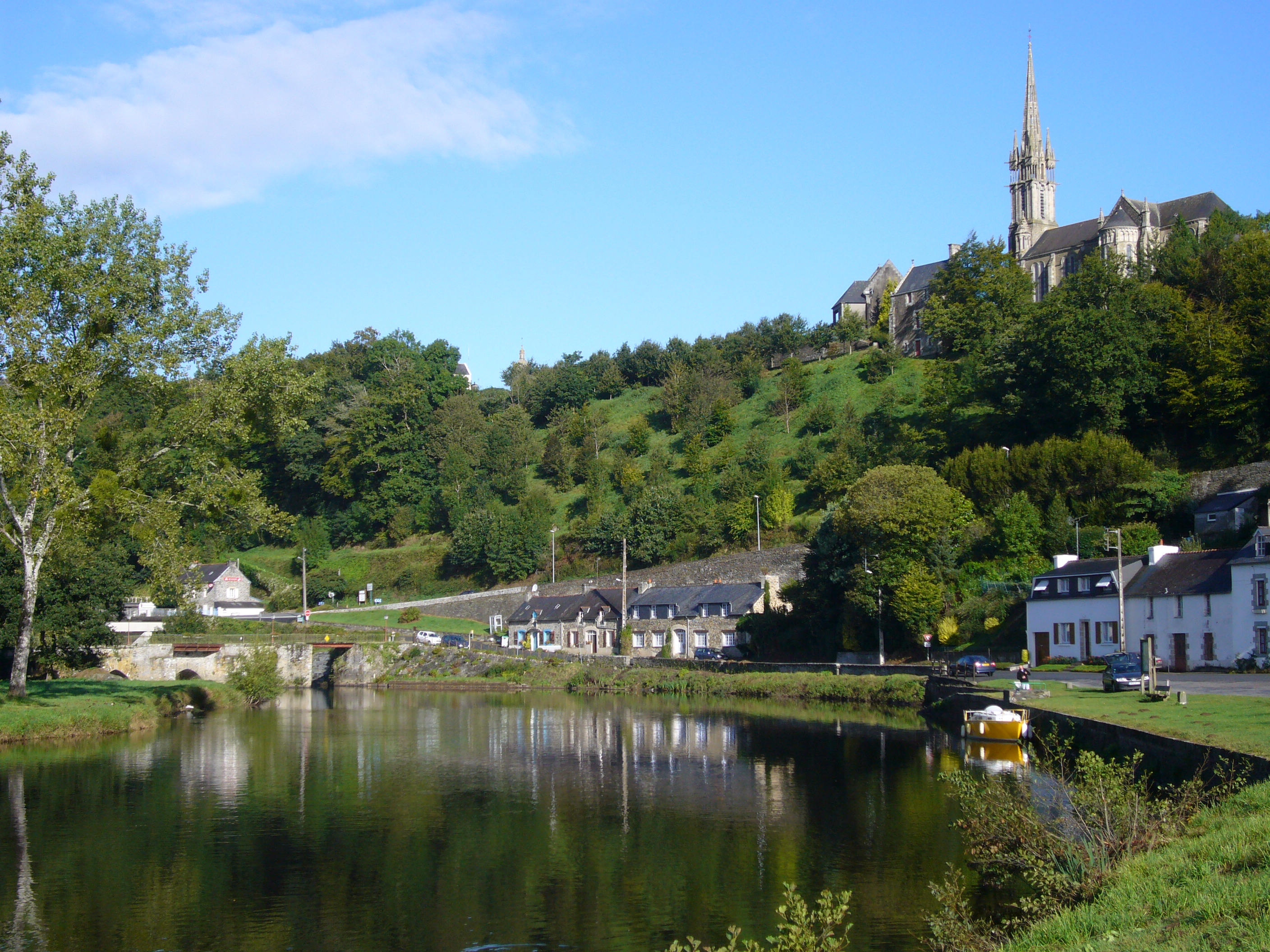
Blick auf Châteauneuf-du-Faou an den Ufern der Aulne

Die Gemeinde liegt rund 33 Kilometer östlich der Atlantikküste am Ufer des Flusses Aulne. Die Groß- und Hafenstadt Brest liegt 53 Kilometer nordwestlich und Paris etwa 470 Kilometer östlich. (Angaben in Luftlinie).

## Bevölkerungsentwicklung
| Jahr                       | 1962 | 1968 | 1975 | 1982 | 1990 | 1999 | 2006 | 2020 |
| Einwohner                  | 3436 | 3723 | 3754 | 3972 | 3777 | 3595 | 3599 | 3650 |
| Quellen: Cassini und INSEE |      |      |      |      |      |      |      |      |

## Verkehr
Bei Châteaulin gibt es eine Abfahrt an der Schnellstraße E 60 Brest-Nantes und bei Morlaix und Landivisiau befinden sich Abfahrten an der Schnellstraße E 50 Richtung Rennes.
In Châteaulin und Quimper halten Regionalbahnen an der Bahnstrecke Brest–Nantes und der Bahnhof von Brest ist Endpunkt des TGV Atlantique nach Paris.
Nahe der Stadt Brest in Guipavas befindet sich der Regionalflughafen Aéroport de Brest Bretagne.

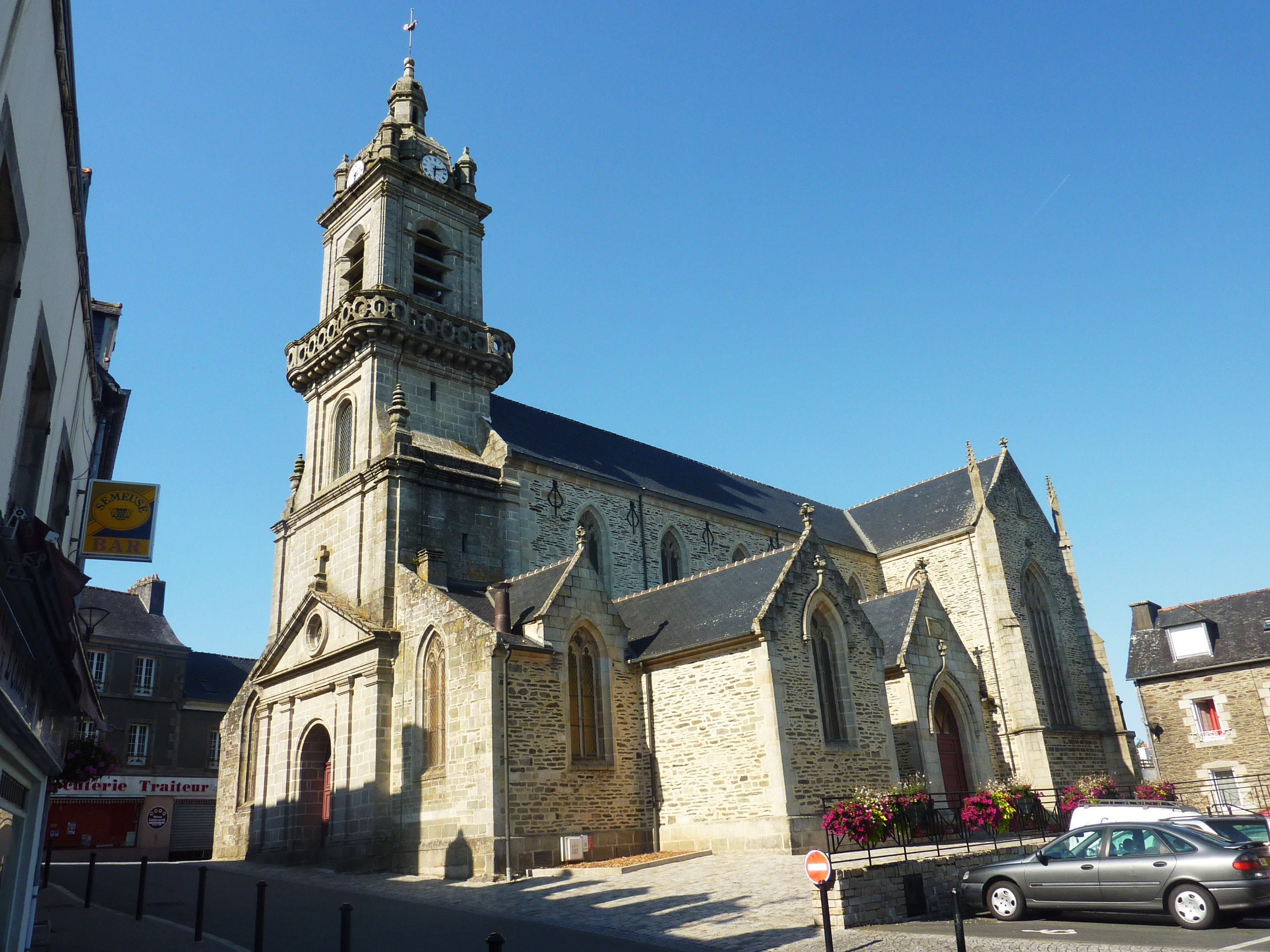
Kirche Saint-Julien

## Sehenswürdigkeiten
- Kirche Notre-Dame des Portes
- Kirche Saint-Julien

Siehe auch: Liste der Monuments historiques in Châteauneuf-du-Faou